# Noman Çelebicihan

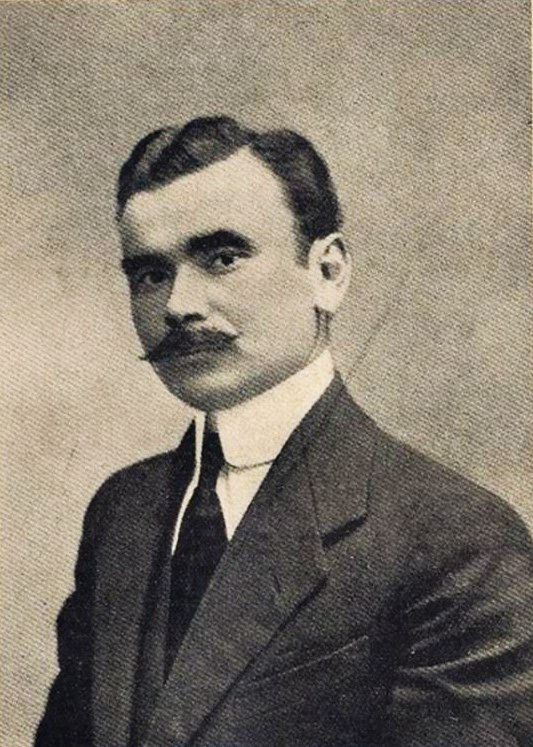
Noman Çelebicihan

Noman Çelebicihan (krimtatarisch: Noman İbraim оğlu Çelebicihan, geb. 1885 im Gouvernement Taurien; gest. 23. Februar 1918 in Sewastopol) war ein krimtatarischer Politiker, Rechtsanwalt, Mufti und Schriftsteller.

## Leben
Er wurde im Gebiet von Tschonhar auf der Krim geboren, in der Nähe des heutigen Dschankoj. Seine Familie war wohlhabend und er ging 1908 zum Studium nach Istanbul im Osmanischen Reich. Dort gründete er mit einer Gruppe gleichgesinnter krimtatarischer Studenten den Verband junger tatarischer Schriftsteller (Yaş Tatar Yazıcılar Cıyını) und die Vaterlandspartei (Vatan), aus der sich später die Nationale Partei (Milliy Fırqa) entwickelte. 1912 kehrte er in seine Heimat auf der Krim zurück und trat 1913 in das Institut für Psychoneurologie in St. Petersburg ein. 1917 gründete er die Milliy Fırqa (Nationale Partei). Am 13. Dezember 1917 wurde die Volksrepublik Krim gegründet und er zum Präsidenten gewählt. Im Januar 1918 marschierten die Bolschewiken auf der Krim ein, verhafteten ihn und sperrten ihn in Sewastopol ein, wo er am 23. Februar hingerichtet und seine Leiche ins Schwarze Meer geworfen wurde.
Bei den Krimtataren gilt er als Held und das Noman-Celebicihan-Bataillon ist nach ihm benannt, eine von Russland als terroristisch eingestufte Organisation.